# NonNonBâ
NonNonBâ (のんのんばあとオレ, Nonnonbā to ore) est un manga de Shigeru Mizuki publié en 1977 par Chikuma Shobō. La traduction française, sortie en 2006 chez Cornélius, obtient le prix du meilleur album lors du Festival d'Angoulême 2007.

## Synopsis
Le manga relate la vie d'un jeune garçon nommé Shigeru (inspiré de la jeunesse de l’auteur) qui est ami avec une vieille femme superstitieuse nommée Nonnonbâ dans le Japon des années 1930 au village Sakai Minato, qui s'occupe de lui et lui raconte des histoires de yōkai.

### Documentation
- Paul Gravett (dir.), « De 1990 à 1999 : NonNonBâ », dans Les 1001 BD qu'il faut avoir lues dans sa vie, Flammarion, 2012 (ISBN 2081277735), p. 573.
- Christophe Quillien, « NonNonBâ », dans Le Guide des 100 bandes dessinées incontournables, Librio, 2009 (ISBN 978-2290013526), p. 74.